# Tamfana Corona
Tamfana Corona is een corona op de planeet Venus. Tamfana Corona werd in 1994 genoemd naar Tamfana, een Germaanse-Noordse godin van de vruchtbaarheid.
De corona heeft een diameter van 400 kilometer en bevindt zich in het quadrangle Kaiwan Fluctus (V-44) De corona maakt samen met Eve Corona, Carpo Corona, Selu Corona, Derceto Corona en Otygen Corona deel uit van de "Alpha-Lada extensionele gordel" aan de noordwestelijke rand van Lada Terra, die meer dan 6000 kilometer lang en 50 à 200 km breed is.